# Liste der Bodendenkmäler in der Städteregion Aachen

Städteregion Aachen

Die Liste der Bodendenkmäler in der Städteregion Aachen umfasst:
- Liste der Bodendenkmäler in Aachen
- Liste der Bodendenkmäler in Alsdorf
- Liste der Bodendenkmäler in Baesweiler
- Liste der Bodendenkmäler in Eschweiler
- Liste der Bodendenkmäler in Herzogenrath
- Liste der Bodendenkmäler in Monschau
- Liste der Bodendenkmäler in Roetgen
- Liste der Bodendenkmäler in Simmerath
- Liste der Bodendenkmäler in Stolberg
- Liste der Bodendenkmäler in Würselen